# Línea D8 (Montevideo)

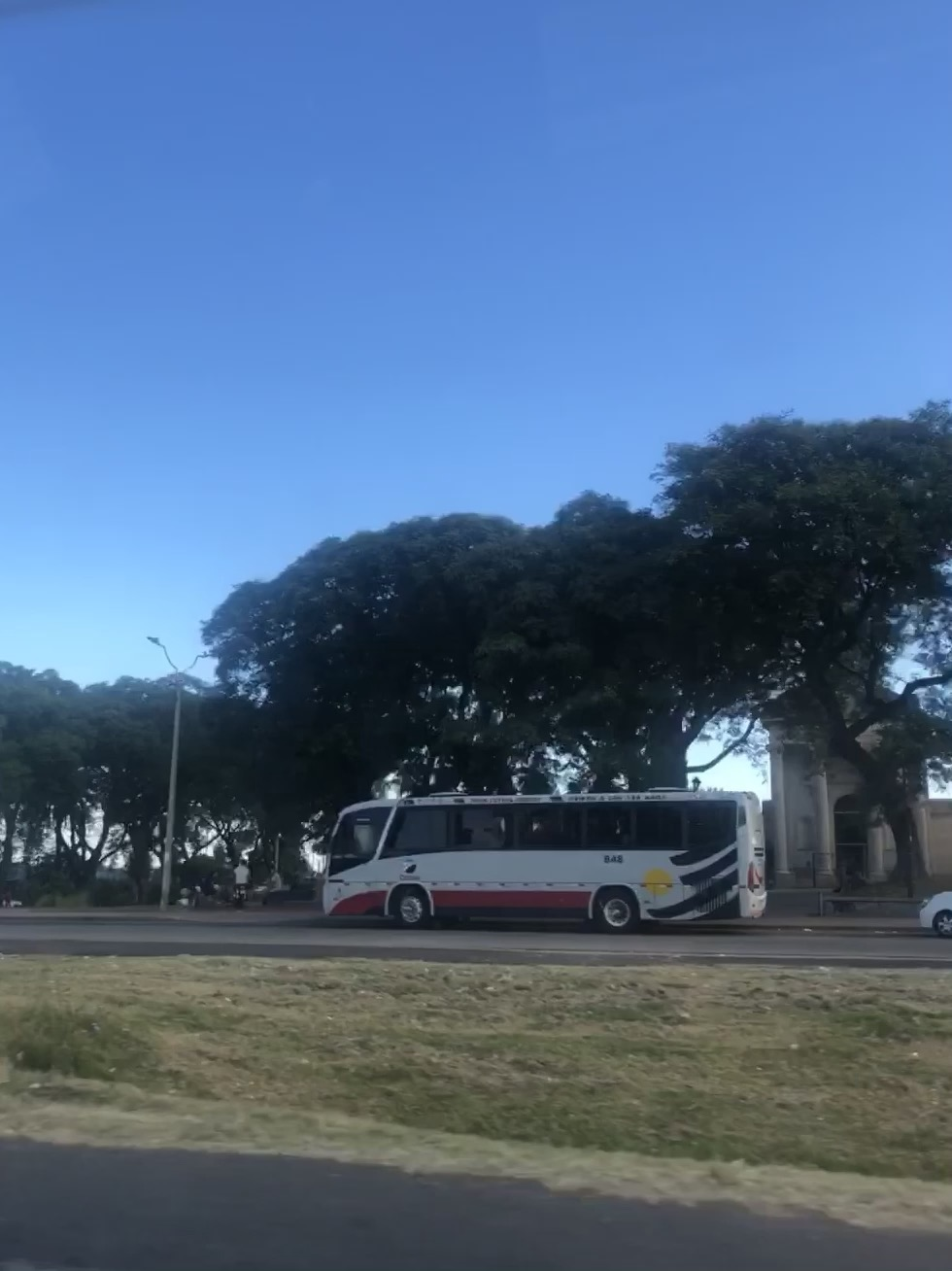
Línea D8 en la Plaza de las Carretas de Villa García, frente a la Iglesia de Cristo Toledo.

La línea D8  de la red de transporte urbano de Montevideo es una línea diferencial que une la Ciudad Vieja con el barrio Villa García al noreste de Montevideo. 

## Características
Fue creada el 19 de julio de 1994 como una línea diferencial de la Compañía Cutcsa, en un principio, contaba con tres servicios en el día, dos de ellos hasta el kilómetro 16 de la Ruta 8 y  un servicio hacia Villa García. Su recorrido era casi similar al actual, circulando desde la Avenida 18 de Julio, Bulevar Artigas y José Pedro Varela, excepto que en la intersección de la Avenida José Pedro Varela y Corrales, en Villa Española, circulaba por Camino Corrales y Geronimo Piccioli hacia la Avenida 8 de Octubre. En el caso contrario y rumbo al Centro, circulaba por la Avenida 8 de Octubre y Camino Corrales hacia la Avenida Varela. Recorrido que posteriormente se modificaría al actual, circulando por Camino Maldonado y doblando en Osvaldo Cruz.
A partir del 28 de julio de 2023 se realiza el último cambio en su recorrido, precisamente en la zona de Ciudad Vieja.

## Recorridos
| Ida (Ciudad Vieja) - Juan Lindolfo Cuestas - Buenos Aires - Circunvalación Plaza Independencia - Avenida 18 de Julio - Bulevar Artigas - Avenida José Pedro Varela - Juan Soiza Reilly - Pavón - Osvaldo Cruz - Besares - Virrey Elio - Alfonso Lamas - Camino Maldonado - Ruta 8 - Plaza de las Carretas - Terminal Villa García | Vuelta (Plaza de las Carretas - Terminal Villa García) - Ruta 8 - Camino Maldonado - Osvaldo Cruz - Pavón - Camino Corrales - Avenida José Pedro Varela - Bulevar Artigas - Avenida 18 de Julio - Circunvalación Plaza Independencia - Ciudadela - 25 de Mayo - Juncal - Cerrito - Juan Lindolfo Cuestas |

En algunas ocasiones tiene como destino intermedio la Terminal Zonamerica, ubicada en el establecimiento homónimo y en el barrio de Villa García. Este destino intermedio también e operado los días de encuentros deportivos en el Estadio Campeón del Siglo. 

## Horarios
| Lunes a viernes                         | Salida | Tres Cruces | Cno Maldonado Km.16 | Llegada |
| --------------------------------------- | ------ | ----------- | ------------------- | ------- |
| Primer salida desde Plaza Independencia | 04:16  | 04:28       | 04:55               | 05:01   |
| Última salida desde Plaza Independencia | 23:53  | 00:09       | 00:35               | X       |

| Lunes a viernes                  | Salida | Cno Maldonado Km.16 | Tres Cruces | Llegada |
| -------------------------------- | ------ | ------------------- | ----------- | ------- |
| Primer salida desde Villa García | 04:09  | 04:18               | 04:50       | 05:05   |
| Última salida desde Zonamérica   | 00:07  | 00:10               | 00:40       | 00:55   |

Vigencia de Horarios: Invierno 2023. Nota: Los horarios en lugares marcados con ¨X¨ se debe a que el bus inicia o termina su recorrido en el lugar anterior o siguiente y no pasará por dicha parada.

## Barrios
La línea D8 circula por los barrios: Ciudad Vieja, Centro, Cordón, Tres Cruces, Larrañaga, Bolívar, Villa Española, Flor de Maroñas, Jardines del Hipódromo, Bella Italia, Punta de Rieles y Villa García.